# Гаєвичі
Га́євичі (Геєвичі) — село в Україні, в Овруцькій міській територіальній громаді Коростенського району Житомирської області. Чисельність населення становить 326 осіб (2001). У 1941—44 роках — центр однойменної сільської управи.

## Населення
Наприкінці 19 століття в селі налічувалося 367 жителів, дворів — 51, у 1906 році — 373 мешканці, дворів — 56, у 1923 році — 483 жителі, дворів — 89.
Відповідно до результатів перепису населення СРСР, кількість населення станом на 12 січня 1989 року становила 440 осіб. Станом на 5 грудня 2001 року, відповідно до перепису населення України, кількість мешканців села становила 326 осіб.

## Історія
Родинне гніздо Геєвських (Геєвичів), відламу Левківських, відомих вже 1548 року. У 1571 році належало до Овруцького замку, в селі було 5 путніх боярів, які дали 5 грошів. У 1579 році входило до Овруцького староства, мало 4 боярів. У 1628 році геєвці вносили від 4 димів. Згодом частина села належала Францішкові Любичу Потоцькому, у 1687 році відійшла до Максима Булиги. За люстрацією Київського воєводства 1754 року одна з частин села (3 халупи) належала до Велідник, ще однією (4 халупи) володіли Стецькі.
Наприкінці 19 століття — сільце Покалівської волості Овруцького повіту Волинської губернії. Лежало на річці Ясенець, притоці Словечни, за 12 верст західніше Овруча. Входило до православної парафії у Покалеві (3 версти).
У 1906 році — сільце Покалівської волості (3-го стану) Овруцького повіту Волинської губернії. Відстань до повітового центру, м. Овруч, становила 13 верст, до волосного центру, с. Покалів — 2 версти. Найближче поштово-телеграфне відділення розміщувалося в Овручі.
У 1923 році включене до складу новоствореної Жолонської (згодом — Поліська) сільської ради, яка 7 березня 1923 року увійшла до складу новоутвореного Словечанського району Коростенської округи. Розміщувалося за 25 верст від районного центру містечка Словечне та за 0,5 версти — від центру сільської ради, хутора Жолонь. 25 січня 1926 року, в складі сільської ради, передане до Овруцького району Коростенської округи. У 1941—44 роках — центр сільської управи.
11 серпня 1954 року, внаслідок об'єднання сільських рад, село підпорядковане Піщаницькій сільській раді Овруцького району. 2 вересня 1954 року, відповідно до рішення Житомирського облвиконкому № 1087 «Про перечислення населених пунктів в межах районів Житомирської області», село передане до складу Коптівщинської сільської ради Овруцького району. 5 березня 1959 року підпорядковане Покалівській сільській раді Овруцького району.
13 квітня 2017 року село увійшло до складу новоутвореної Овруцької міської територіальної громади Овруцького району Житомирської області. Від 19 липня 2020 року, разом з громадою, у складі новоствореного Коростенського району Житомирської області.